# Contzitzintán
Contzitzintán är en ort i Mexiko.   Den ligger i kommunen Yaonáhuac och delstaten Puebla, i den sydöstra delen av landet, 180 km öster om huvudstaden Mexico City. Contzitzintán ligger 1 795 meter över havet och antalet invånare är 282.
Terrängen runt Contzitzintán är kuperad söderut, men norrut är den bergig. Terrängen runt Contzitzintán sluttar norrut. Runt Contzitzintán är det ganska tätbefolkat, med 199 invånare per kvadratkilometer. Närmaste större samhälle är Teziutlan, 11,3 km sydost om Contzitzintán. I omgivningarna runt Contzitzintán växer huvudsakligen savannskog.